# Coupe de France de football 2004-2005
 (juillet 2018).
Navigation
Coupe de France 2003-2004 Coupe de France 2005-2006
La Coupe de France de football 2004-2005 est la 88e édition de la Coupe de France, une compétition à élimination directe mettant aux prises des clubs de football amateurs et professionnels à travers la France. Elle est organisée par la Fédération française de football (FFF) et ses ligues régionales.
Le Paris Saint-Germain, club de Ligue 1, est le tenant du titre. La coupe est remportée par l'AJ Auxerre qui s'impose en finale 2-1 face au CS Sedan-Ardennes. C'est la quatrième fois que l'AJ Auxerre s'impose dans cette compétition.

## Déroulement de la compétition
Le système est le même que celui utilisé les années précédentes.

## Trente-deuxièmes de finale
Les matchs des trente-deuxièmes de finale se sont joués les 7, 8  et 9 janvier 2005.
| Équipe 1                              | Score | Équipe 2                        |        |
| Lille OSC (L1)                        | 2 - 1 | Le Mans UC (L2)                 |        |
| CS Sedan-Ardennes (L2)                | 3 - 1 | RC Strasbourg (L1)              |        |
| AS Nancy-Lorraine (L2)                | 1 - 1 | AC Ajaccio (L1)                 | 4-5 ** |
| LB Châteauroux (L2)                   | 2 - 3 | Grenoble Foot (L2)              | *      |
| Stade rennais (L1)                    | 1 - 0 | Stade Brestois (L2)             | *      |
| Entente Sportive Viry-Châtillon (CFA) | 0 - 2 | Olympique lyonnais (L1)         |        |
| Vesoul HSF (CFA)                      | 1 - 1 | Clermont Foot (L2)              | 5-6 ** |
| SC Schiltigheim (CFA)                 | 0 - 2 | Stade de Reims (L2)             |        |
| FC Mulhouse (CFA2)                    | 0 - 2 | SM Caen (L1)                    |        |
| Tarbes Stado Football (DH)            | 0 - 3 | Vannes OC (CFA)                 |        |
| AS Beauvais (CFA)                     | 0 - 4 | OGC Nice (L1)                   |        |
| Seyssinet AC (DH)                     | 0 - 7 | AS Monaco (L1)                  |        |
| FC Rhône Vallées (DH)                 | 0 - 0 | Rapid de Menton (DH)            | 3-1 ** |
| Olympique de Marseille (L1)           | 2 - 3 | SCO Angers (L2)                 |        |
| Gambsheim (DH)                        | 0 - 3 | Toulouse FC (L1)                |        |
| SAS Épinal (CFA)                      | 0 - 1 | Blois Foot 41 (CFA2)            | *      |
| US Montagnarde (CFA2)                 | 2 - 0 | GSI Pontivy (CFA)               |        |
| ES Troyes AC (L2)                     | 1 - 3 | US Albi (CFA)                   |        |
| Sporting Toulon Var (CFA)             | 3 - 0 | FC Montceau Bourgogne (CFA2)    |        |
| US Boulogne (CFA)                     | 1 - 0 | US Avranches (CFA2)             | *      |
| Calais RUFC (CFA)                     | 0 - 1 | AJ Auxerre (L1)                 |        |
| US Quevilly (CFA)                     | 1 - 0 | EA Guingamp (L2)                |        |
| CO Saint-Dizier (DH)                  | 0 - 4 | RC Lens (L1)                    |        |
| Rodez AF (CFA)                        | 1 - 2 | FC Metz (L1)                    |        |
| FC Cournon d'Auvergne (DH)            | 0 - 3 | FC Nantes (L1)                  |        |
| RC La Flèche (CFA2)                   | 1 - 2 | FC Libourne-Saint-Seurin (Nat.) |        |
| Girondins de Bordeaux (L1)            | 2 - 0 | FC Istres (L1)                  |        |
| US Langueux (DSR)                     | 1 - 6 | Paris SG (L1)                   |        |
| Ol. Saumur (DH)                       | 2 - 2 | Paris FC (CFA)                  | 4-3 ** |
| FC Sochaux (L1)                       | 1 - 0 | SC Bastia (L1)                  |        |
| Sports Réunis Haguenau (DH)           | 1 - 2 | SO Romorantin (Nat.)            |        |
| Nîmes Olympique (Nat.)                | 3 - 2 | AS Saint-Étienne (L1)           |        |

 *  - après prolongation

 **  - aux tirs au but

## Seizièmes de finale
Les matchs des seizièmes de finale se sont joués les 11, 12 et 13 février 2005. Parmi les surprises, à noter la belle qualification de Nîmes face à Ajaccio, pensionnaire de Ligue 1.
| Équipe 1                        | Score | Équipe 2                   |        |
| OGC Nice (L1)                   | 3 - 1 | Stade de Reims (L2)        | *      |
| Stade rennais (L1)              | 2 - 0 | SM Caen (L1)               |        |
| FC Metz (L1)                    | 0 - 1 | FC Sochaux (L1)            |        |
| Lille OSC (L1)                  | 3 - 2 | RC Lens (L1)               |        |
| Nîmes Olympique (Nat.)          | 1 - 1 | AC Ajaccio (L1)            | 4-2 ** |
| FC Libourne-Saint-Seurin (Nat.) | 2 - 4 | AS Monaco (L1)             |        |
| Vannes OC (CFA)                 | 0 - 2 | AJ Auxerre (L1)            |        |
| Ol. Saumur (DH)                 | 0 - 2 | FC Nantes (L1)             |        |
| US Albi (CFA)                   | 2 - 0 | SCO Angers (L2)            | *      |
| SO Romorantin (Nat.)            | 0 - 1 | US Quevilly (CFA)          |        |
| Clermont Foot (L2)              | 1 - 0 | Sporting Toulon Var (CFA)  |        |
| CS Sedan-Ardennes (L2)          | 4 - 0 | US Montagnarde (CFA2)      |        |
| FC Rhône Vallées (DH)           | 1 - 2 | Grenoble Foot (L2)         |        |
| US Boulogne (CFA)               | 4 - 0 | Blois Foot 41 (CFA2)       |        |
| Toulouse FC (L1)                | 1 - 2 | Olympique lyonnais (L1)    |        |
| Paris SG (L1)                   | 3 - 1 | Girondins de Bordeaux (L1) | *      |

 *  - après prolongation

 **  - aux tirs au but

## Huitièmes de finale
Les matchs des huitièmes de finale se sont joués les 1er et 2 mars 2005. L'équipe de Nîmes réussit l'exploit d'éliminer Nice. Les amateurs de Boulogne-sur-Mer firent aussi sensation en éliminant Nantes, et Clermont parvint à sortir l'ogre lyonnais, une seconde défaite pour Paul Le Guen au stade Montpied, après celle connue en tant que joueur en 1997, toujours face à Clermont, et déjà un... 1er mars.
| Équipe 1               | Score | Équipe 2                |        |
| Clermont Foot (L2)     | 1 - 1 | Olympique lyonnais (L1) | 4-3 ** |
| CS Sedan-Ardennes (L2) | 2 - 0 | US Quevilly (CFA)       |        |
| Nîmes Olympique (Nat.) | 4 - 0 | OGC Nice (L1)           |        |
| Stade rennais (L1)     | 0 - 1 | AS Monaco (L1)          | *      |
| Lille OSC (L1)         | 1 - 3 | Grenoble Foot (L2)      | *      |
| US Albi (CFA)          | 0 - 3 | FC Sochaux (L1)         |        |
| AJ Auxerre (L1)        | 3 - 2 | Paris SG (L1)           |        |
| US Boulogne (CFA)      | 3 - 2 | FC Nantes (L1)          |        |

 *  - après prolongation

 **  - aux tirs au but

## Quarts de finale
Les matchs des quarts de finale se sont joués les 19 et 20 avril 2005. Les amateurs de Boulogne-sur-mer (CFA) furent éliminées, même si la rencontre face à Auxerre sera entachée d'une grosse erreur d'arbitrage, qu'Alain Sars (l'arbitre de la rencontre) lui-même reconnaîtra. En effet, Boulogne mène 1-0 dans les arrêts de jeu, lorsqu'une faute grossière de Benjani sur Ménétrier, le portier boulonnais, n'est pas sifflée. Auxerre égalise sur le corner qui suit, et l'emportera aux prolongations.
En revanche, les crocodiles nîmois, évoluant en National, réussirent l'exploit d'éliminer un nouveau pensionnaire de l'élite, Sochaux.
| Équipe 1               | Score | Équipe 2           |   |
| AS Monaco (L1)         | 1 - 0 | Clermont Foot (L2) | * |
| CS Sedan-Ardennes (L2) | 2 - 1 | Grenoble Foot (L2) | * |
| Nîmes Olympique (Nat.) | 4 - 3 | FC Sochaux (L1)    | * |
| US Boulogne (CFA)      | 1 - 2 | AJ Auxerre (L1)    | * |

 *  - après prolongation

## Demi-finale
Les matchs de la demi-finale eurent lieu le 10 et le 11 mai 2005. L'aventure prit fin pour les crocodiles nîmois qui chutent à Auxerre après avoir éliminé 4 équipes de Ligue 1 à la suite. Monaco se fait surprendre à domicile par Sedan, club de Ligue 2.
| Équipe 1        | Score | Équipe 2               |  |
| AJ Auxerre (L1) | 2 - 1 | Nîmes Olympique (Nat.) |  |
| AS Monaco (L1)  | 0 - 1 | CS Sedan-Ardennes (L2) |  |

## Finale
| Clubs             | AJ Auxerre - CS Sedan-Ardennes |
| Score             | 2-1 (1-0) |
| Date              | 4 juin 2005 |
| Stade             | Stade de France, Saint-Denis 77 617 spectateurs |
| Arbitre           | M. Bruno Derrien |
| Buts              | Benjani (37e) et Bonaventure Kalou (94e) pour Auxerre; Stéphane Noro (63e) pour Sedan. |
| AJ Auxerre        | Fabien Cool-Johan Radet (puis Bacary Sagna, 60e), Jean-Sébastien Jaurès, Jean-Pascal Mignot, Younès Kaboul-Philippe Violeau, Benoît Cheyrou, Yann Lachuer (puis Bonaventure Kalou, 71e)-Benjani, Lionel Mathis, Kanga Gauthier Akalé Entraîneur : Guy Roux |
| CS Sedan-Ardennes | Patrick Regnault-David Ducourtioux, Nadir Belhadj, Jérémy Henin, Johann Charpenet -Pierre Njanka (puis Albert Budak, 89e), Marcus Mokake (puis Cédric Sabin, 58e), Didier Neumann-Stéphane Noro, Laurent Gagnier, Mickaël Citony Entraîneur : Serge Romano |

## Anecdote
La finale se joue à la 94e minute sur un but de Bonaventure Kalou grâce à un coup de maître de Guy Roux qui a  l'audace de faire revenir en avion privé son buteur ivoirien de Libye où il venait de jouer la veille un match international avec sa sélection nationale. Le coup était risqué car le transport en avion a coûté à l'AJ Auxerre un million d'euros pour 15 minutes de jeu.